# Фингърборд
Фингърборд (на английски: Fingerboard) или фингърскейт (на английски: Fingerskate) е миниатюрна версия на скейтборд с дължина 96 mm и различни широчини вариращи най-често между 26 и 32 mm. Използва се за същите като в истинския скейтборд трикове, но посредством пръстите на ръката и дава възможност за изпълняване на такива, които с истински скейт биха били невъзможни. За направата им се изисква пластмаса, метал и специално покритие (лак).
Първите фингърбордове са създадени като ръчно изработени играчки през 1950-те години, а по-късно става популярни като ключодържатели в скейтърските магазини. След 1980-те години са периферна част от скейтбордната индустрия.

## Трикове
Фингърбордът трябва да се кара само с 2 пръста.